# Proscissio milleri
Proscissio milleri là một loài ruồi trong họ Tachinidae.